# Hesperia (planetka)
(69) Hesperia je planetka nacházející se v hlavním pásu asteroidů. Její průměr činí asi 138 km. Byla objevena 29. dubna 1861 italským astronomem G. Schiaparellim.